# Russula brevipes
Russula brevipes és una espècie de fong de l'ordre dels russulals (Russulales). S'assembla al pebràs però està distribuït a Amèrica del Nord i també va ser citat al Pakistan l'any 2006. Aquest fong fa micorrizes amb arbres de diversos gèneres, incloent-hi coníferes com els avets, les pícees i Tsuga.
Els seus basidiocarps són grossos i blancs amb el capell amb la forma d'embut de fins a 30 cm d'amplada i un estípit o cama curta característica d'on prové etimològicament el seu epítet específic, brevipes (peu curt). És comestible però de gust amargant, de vegades està parasitat pel fong ascomicet Hypomyces lactifluorum (mare del rovelló).